# اکشی، هوکایدو
اکشی، هوکایدو (به لاتین: Akkeshi, Hokkaido) یک سکونتگاه مسکونی در ژاپن است که در Kushiro Subprefecture واقع شده‌است.

## خصوصیات
اکشی ۱۱٬۳۲۳ نفر جمعیت دارد.